# Abashiri Prison
Pour plus de détails, voir Fiche technique et Distribution.
Abashiri Prison (網走番外地, Abashiri bangaichi) aka A Man from Abashiri Prison est un film japonais réalisé par Teruo Ishii, sorti en 1965. C'est la première entrée de la série Abashiri bangaichi / Abashiri Prison. Très réussi, il a été le premier hit du genre film de yakuza. Il a fait une vedette de Takakura et Ishii a réalisé dix autres films de la série.

## Synopsis
Dans la prison d'Abashiri de Hokkaidō, Shin'ichi Tachibana, prisonnier modèle à six mois de la fin de sa peine de prison, est menotté à Gonda, un criminel endurci. Lorsque Gonda et d'autres détenus s'échappent de la prison, Tachibana doit suivre.

## Fiche technique
- Titre : Abashiri Prison
- Titre original : 網走番外地 (Abashiri bangaichi?)
- Réalisation : Teruo Ishii
- Scénario : Teruo Ishii et Hajime Itō
- Photographie : Yoshikazu Yamasawa
- Montage : Hiroshi Suzuki
- Musique: Masao Yagi (ja)
- Production : Yoshifumi Ōga
- Société de production : Tōei
- Pays d'origine :  Japon
- Langue originale : japonais
- Format : noir et blanc - 2,35:1 - son mono
- Genre : yakuza eiga
- Durée : 92 minutes[4] (métrage : 8 bobines - 2 521 m[4])
- Date de sortie :
  - Japon : 18 avril 1965[4]

## Distribution

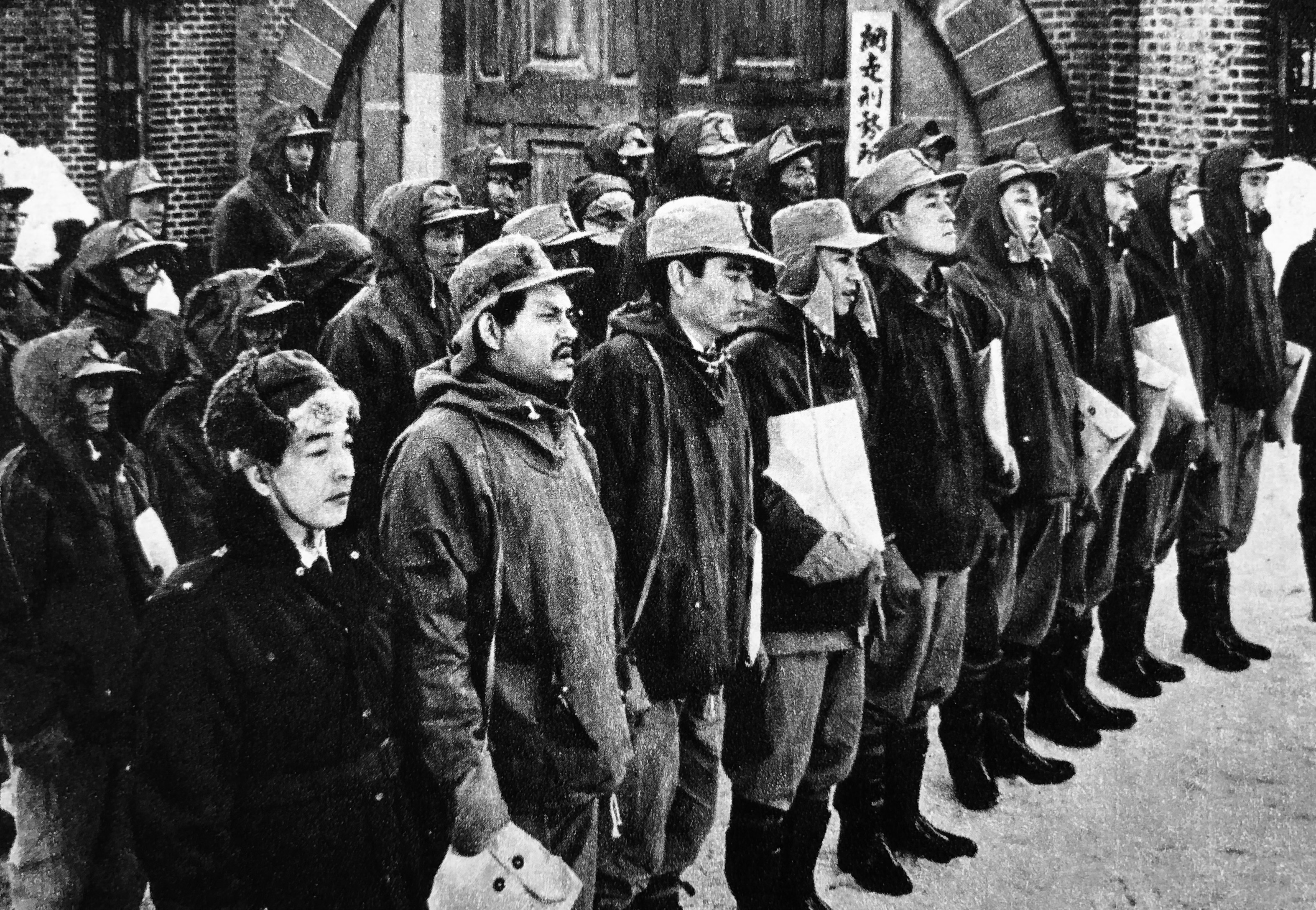
Scène du film avec Ken Takakura.

- Ken Takakura : Shin'ichi Tsukibana
- Kōji Nanbara (en)
- Tetsurō Tanba
- Tōru Abe
- Kanjūrō Arashi
- Kunie Tanaka
- Limm Sueii
- Kenji Ushio (ja)
- Kōji Takishima
- Kōji Miemachi
- Kazu Sugiyoshi
- Seiya Satō (ja)
- Joji Yoshimura
- Kōji Sekiyama
- Tadashi Suganuma
- Tatsuya Kitayama